# Emblyna altamira
Emblyna altamira là một loài nhện trong họ Dictynidae.
Loài này thuộc chi Emblyna. Emblyna altamira được Willis J. Gertsch & Michael Davis miêu tả năm 1942.